# Deutzia compacta
Deutzia compacta är en hortensiaväxtart som beskrevs av William Grant Craib. Deutzia compacta ingår i släktet deutzior, och familjen hortensiaväxter. Inga underarter finns listade i Catalogue of Life.